# Барнхауз
Барнхауз (англ. Barnhouse Settlement) — открытое в 1984 году поселение эпохи неолита на берегу озера Лох-оф-Харрей (en:Loch of Harray) на острове Мейнленд в Оркнейском архипелаге, невдалеке от мегалитов Стеннеса. Здесь найдены основания как минимум 15 различных домов. Дома напоминают по конструктивным особенностям Скара-Брей — в них также есть печь в центре, кровати у стен и каменные шкафы для принадлежностей, однако отличаются тем, что дома стоят отдельно друг от друга, а не группами. Здесь же обнаружена желобковая керамика, подобная той, что найдена у мегалитов Стеннеса и в Скара-Брей, а также изделия из кремня и других камней и одно орудие из обсидиана — предположительно с острова Арран.
В самом крупном из зданий было квадратное помещение, длина стороны которого составляла 7 м, и стены толщиной около 3 м. Вход в здание был направлен на северо-запад, таким образом, в середине лета сквозь него светило солнце, что напоминает конструкцию некоторых камерных каирнов.